# Jasenica (Žitorađa)
Pour les articles homonymes, voir Jasenica.
Jasenica (en serbe cyrillique : Јасеница) est un village de Serbie situé dans la municipalité de Žitorađa, district de Toplica. Au recensement de 2011, il comptait 939 habitants.

## Démographie

### Évolution historique de la population
| 1948 | 1953 | 1961 | 1971 | 1981 | 1991 | 2002 | 2011 |
| ---- | ---- | ---- | ---- | ---- | ---- | ---- | ---- |
| 737  | 810  | 858  | 935  | 999  | 970  | 989  | 939  |

|  |